# Federazione cestistica di Serbia e Montenegro
La Federazione cestistica della Serbia e del Montenegro (in serbo Кошаркашки савез Србије и Црне Горе?, Košarkaški savez Srbije i Crne Gore; acronimo KSSCG) è stato l'organo che ha controllato e organizzato la pallacanestro in Serbia e Montenegro. Gestiva il campionato serbo-montenegrino di pallacanestro e le Nazionali maschile e femminile.
Si sciolse nel 2006 con la separazione di Serbia e Montenegro.